# Elmore Morgenthaler
Elmore Robert Morgenthaler (Amarillo, Texas, 3 de agosto de 1922 - 25 de noviembre de 1997) fue un jugador de baloncesto estadounidense que disputó dos temporadas en la BAA, además de jugar en la NPBL, la ABL y la PBLA. Con 2,06 metros de estatura, jugaba en la posición de pívot. A pesar de que en las estadísticas oficiales aparece con esa estatura, muchas publicaciones le otorgan el honor de ser el primer jugador de 7 pies (2,13 metros) en jugar como profesional.

## Trayectoria deportiva

### Universidad
Jugó durante su etapa universitaria con los New Mexico Tech del Instituto de Minas y Tecnología de Nuevo México, con los que lideró la clasificación de máximos anotadores del país en 1946, promediando 21,8 puntos por partido. Durante su estancia en la universidad, fue el protagonista de un experimento realizado por la propuesta de dificultar más el tiro a canasta, disputándose un partido entre New Mexico y Drury con las canastas situadas a 12 pies (3,65 metros), 60 centímetros más altas del tamaño actual, y concediendo 3 puntos por anotación. Lograron la victoria por 84-51, con 41 puntos de Morgenthaler, aprovechando su gran estatura.

### Profesional
Comenzó su carrera profesional en los Providence Steamrollers de la BAA, con los que jugó únicamente 11 partidos en los que promedió 1,4 puntos. De ahí pasó a los Birmingham Skyhawks de la PBLA, donde fue el máximo anotador con 14,6 puntos por partido.
Tras dos temporadas en los Philadelphia Sphas de la ABL, con los que volvió a ser el máximo anotador, con 17,2 y 21,6 puntos por partido respectivamente,  regresó a la BAA jugando con los Philadelphia Warriors, disputando 20 partidos en los que promedió 2,1 puntos. Tras pasar por los Scranton Miners, donde promedió 9,0 puntos por partido, jugó con los Grand Rapids Hornets y los Waterloo Hawks de la NPBL, acabó su carrera de vuelta en los Miners, donde jugó dos temporadas más.

#### Estadísticas en la BAA

##### Temporada regular
| Temporada | Edad | Equipo                  | Liga | Pos. | P  | TIT | MIN | TC  | TCA | %TC  | 3P | 3PA | %3P | TL  | TLA | %TL  | R.OF. | R.DEF. | REB | ASIS | ROB | TAP | PER | FP  | PTS |
| 1946-47   | 24   | Providence Steamrollers | BAA  |      | 11 |     |     | 0.4 | 1.2 | .308 |    |     |     | 0.6 | 1.1 | .583 |       |        |     | 0.3  |     |     |     | 0.3 | 1.4 |
| 1948-49   | 26   | Philadelphia Warriors   | BAA  |      | 20 |     |     | 0.8 | 2.0 | .385 |    |     |     | 0.6 | 0.9 | .667 |       |        |     | 0.4  |     |     |     | 0.9 | 2.1 |
| Total     |      |                         | BAA  |      | 31 |     |     | 0.6 | 1.7 | .365 |    |     |     | 0.6 | 1.0 | .633 |       |        |     | 0.3  |     |     |     | 0.7 | 1.8 |